# William Friend
William Benedict Friend (ur. 22 października 1931 w Miami, Floryda; zm. 2 kwietnia 2015) – amerykański duchowny katolicki, biskup Shreveport w latach 1986-2006.

## Życiorys
Święcenia kapłańskie otrzymał 7 maja 1959 i inkardynowany został do ówczesnej diecezji Mobile-Birmingham.  
31 sierpnia 1979 papież Jan Paweł II mianował go biskupem pomocniczym diecezji Alexandria-Shreveport ze stolicą tytularną Pomaria. Sakry udzielił mu metropolita Philip Hannan. 17 listopada 1982 mianowany ordynariuszem tej diecezji po rezygnacji poprzednika.
16 czerwca 1986 utworzona została nowa diecezja wyodrębniona z diecezji Alexandria-Shreveport. Bp Friend został jej pierwszym ordynariuszem, a funkcję tę sprawował do  20 grudnia 2006, kiedy to przeszedł na emeryturę. 